# Dampierre-en-Bresse
Dampierre-en-Bresse è un comune francese di 173 abitanti situato nel dipartimento della Saona e Loira nella regione della Borgogna-Franca Contea.

## Storia

### Simboli
Lo stemma comunale è stato adottato il 10 luglio 1991 riprendendo l'arma di Nicolas Rolin, marito di Guigone de Salins (1403–1470), signori di Dampierre-en-Bresse documentati nei livre terrier risalenti al 1454 e al 1462.

## Società

### Evoluzione demografica
Abitanti censiti